# ポーランドの現代音楽
ポーランドの現代音楽（ポーランドのげんだいおんがく）では、第二次世界大戦後のポーランドの前衛的な現代音楽の動向を概観する。

## ポーランド楽派
1945年5月8日の第二次世界大戦終結後、ポーランドはソビエト連邦の影響下に置かれ、いわゆる「スターリン時代」の辛酸を嘗める。そのヨシフ・スターリン没後、西側の前衛音楽の吸収に最も積極的に動いた国がポーランドであり、1950年代後半からポーランド出身の作曲家が次々と頭角を現す。1960年代には、彼らはドイツを始めとする西側の批評家を中心に「ポーランド楽派」と名付けられるに至る。ただし、「楽派」といっても、音響美を重視するという以上には彼らの間に様式上の明確な類似性があるわけではなく、その明確な定義や、含まれる作曲家の範囲は現在のところあいまいである。

### ヴィトルト・ルトスワフスキ
スターリン批判を率先して行った最初のポーランドの作曲家がヴィトルト・ルトスワフスキである。彼の「葬送音楽」（1954-1958年）は西側の前衛音楽への興味が最初に現れ、また公的に発表を許された最初期の作品である。ルトスワフスキは既に第二次世界大戦前から創作活動を行い、2台ピアノのための「パガニーニの主題による変奏曲」（1941年）完成時には新古典主義的な独自の書法を完成させていた。この作品はアンジェイ・パヌフニクと作曲者自身のピアノで披露されている。彼はジョン・ケージの「ピアノとオーケストラのためのコンサート」（1958年）を聞き、作曲観が180度回転するほどの大ショックを受け、新しい個人様式への渇望を感じるようになったという。
彼の個人様式を語る上で欠かせないのが「ad lib.動律」である。作品は五線譜上に通常の定量記譜法で書かれるが、「パート同士の縦の線を合わす必要はない」とされ、指揮者は入りの瞬間のみを提示し、柔軟性に富んだテクスチュアが展開される。この時期の「ヴェネチアの遊び」、「オーケストラの書」、「チェロ協奏曲」などにこの作風は強く現れている。しかし、1970年代以降ルトスワフスキはセミクラシック的な作風を濃くしてゆく。
また戦後、ポーランドで作曲家のホープとされたのはアルトゥール・マラフスキとグラジナ・バツェヴィチであったが、マラフスキが1957年に早逝し、バツェーヴィチがその位置に立つ形となる。彼女の作風は、前衛イディオムを新古典主義への注釈として用いられている。
ポーランド楽派を語る上で欠かせない、音楽史上の契機はヤニス・クセナキスのデビュー（1954年）である。オーケストラを駆使して生まれる激しいグリッサンド運動、トーン・クラスターの暴力性、数学理論を援用した彼は、一躍時代の寵児となった。賛否両論が渦巻く中、この音響美を積極的に取り入れた作曲家が、次々とポーランドから現れる。

### クシシュトフ・ペンデレツキ
クシシュトフ・ペンデレツキは、1950年代末の作曲コンクール入賞独占をきっかけに、ポーランド作曲界のスターとなる。彼はクラスター内の音運動を全廃し、黒色の長方形で描かれる独特の記譜法で有名である。「広島の犠牲者に捧げる哀歌」は松下眞一の助言でこの題名を付け、ペンデレツキの代表作として再演が重ねられた。その後彼の作品は宗教的な色合いを強めてゆき、前衛の時代には避けられた三和音やオクターブを積極的に取り入れ、「ルカ受難曲」で頂点を迎えた後は次第に新ロマン主義的な作風に変化してゆく。

### ボグスワフ・シェッフェル
1950年代頃のポーランド全体の文化状況は比較的好調で、作曲家の作品はほとんどがポーランド音楽出版（PWM）社から刊行され、その数も膨大であった。その当時のPWM社のディレクターはボグスワフ・シェッフェルであった。シェッフェルは、「音楽とは何か」「何が斬新か」を問いつづけ、「不屈の永久革新性」を問うあまり、ポーランド国内からの脱出を余儀なくされた。

### グループ49
グループ49の3人、カジミェシュ・セロツキ、タデウシュ・バイルト、ヤン・クレンツは60年代に才能が開花した。作曲家兼ピアニストのセロツキは活動当初から同音連打に拘るなど、音色美志向が顕著であった。ピアノ独奏のための「プレリュード組曲(1952)」のいくつかのシーンが、ポーランド初の十二音技法で作曲された作品であるとされる。そして、彼の作風を決定付けた「ドラマティックストーリー」、「フォルテとピアノ」、「カデンツァ風協奏曲」、「コンティヌーム」他で名声を確実にした。未知の音響への興味はやがてライヴ・エレクトロニクスの実践へ繋がり、「ピアノフォニー」でクラスター音響がホール中を周回するといった音源の位置への関心を高めてゆく。これ以降は新古典的書法が復活し、形式感も明解になってゆくが1981年に急逝した。
活動初期にはカロル・シマノフスキに傾倒したバイルトは「ポーランドのアルバン・ベルク」と称されるほどロマンティックな語法への関心が高く、一通り前衛イディオムを学んだ後、「交響曲第三番」、「ゲーテの手紙」、「オーボエ協奏曲」、「明日」で独自の作風を確立する。クラスターを解離音程の絡み合いと解釈した独自の音響美が特徴的である。最終的には叙情的なアダージョと断定的なアレグロの二項対立の様式へ還元されていった。1970年代以降書法が穏健になってゆき、1981年に急逝した。
クレンツは活動当初から指揮者としての活動のほうが顕著であり、初期のポーランド楽派の作品群は全て彼の指揮によって演奏されたといっても過言ではない。近年は作曲活動に復帰しており、シマノフスキの「仮面劇」をオーケストラ編曲したことで知られている。

### ヘンリク・ミコワイ・グレツキ
ヘンリク・ミコワイ・グレツキは、「交響曲第三番」の世界的大ヒットによって知られている。活動初期には衝撃音を好む異色の作曲家であり、「交響曲第一番」で特異な音響美学を提示することに成功する。1960年代に作曲された「起源」、「音楽」、「激突」、「コロスI」はいずれも甲斐説宗によって絶賛された。後年は、旋法性を重視し、宗教的及び政治的な側面を強く打ち出すようになる。「交響曲第二番」をピークとして、音響が穏やかなってゆき、瞑想的、叙情的で親しみやすい「交響曲第三番」のヒットに繋がってゆくが、この作品にもずらしカノンや特定の素材の執拗な反復など、かつての作風を偲ばせる要素がないわけではない。なお、彼の息子も作曲家である。

### クシシュトフ・メイエル
ピアニスト兼作曲家のクシシュトフ・メイエルは、「弦楽四重奏曲第二番」、「弦楽四重奏曲第三番」、「ポーランドの歌」などが代表作である。楽譜と音源のリリースには比較的恵まれたものの、「交響曲第三番」をピークとして、新古典主義的な様相を色濃くしていく。ドミートリイ・ショスタコーヴィチへ傾倒したこと、新ロマン主義の流行に触れたことなどが、作風を回顧的なものへと変えていった。実験的な色合いが音楽の表層を覆わないようにする傾向がある。

### ヴィトルト・シャローネク
ヴィトルト・シャローネクはセロツキと同じく特殊奏法の使用に熱心であったが、「音」の冒頭のピアノの内部奏法の扱い、「ピエルニキアーナ」のチューバへの様々なマウスピースの取り付けなどは、セロツキの効果音的用法とは趣を異にしている。ベルリンへ移住してからは教育活動が中心となったが、晩年は作曲活動に復帰した。2001年に同地で没した。

### そのほかの作曲家
以上の作曲家は、数多い第一次ポーランド楽派のほんの一部に過ぎない。ヴォドジミェルシュ・コトニスキ、マレク・スタホフスキ、ツビニエフ・バルギエルスキ（ズビグニェフ・バルギェルスキ）、レオンチゥシュ・チゥチュラ、ツィグムンド・クラウツェ（ジークムント・クラウゼ、国際現代音楽協会ISCM元総裁）など、多くの作曲家がこの楽派に属している。1947年生まれのヤン・オレシュコヴィツは、その語法を継承して活躍した。直接的、間接的に影響を受けた世界各地の作曲家達は枚挙に暇がない。またソ連崩壊以前のポーランド国内の作曲を学ぶ人々にとっては、国外の近年の動向に接することが十分に出来ないことからも、多大な影響を与えた。
これらの作曲家の名前を冠した「ヴィトルト・ルトスワフスキ国際作曲コンクール」、「ヴィトルト・ルトスワフスキ国際チェロコンクール」、「ヴィトルト・ルトスワフスキ国際指揮コンクール」、「カジミェシュ・セロツキ国際作曲コンクール」、「タデウシュ・バイルト作曲コンクール（国内限定）」、「クシシュトフ・ペンデレツキ国際室内楽現代音楽演奏コンクール」（現在はペンデレツキが委員長から降りたために、コンクールの名称は変更されている）、「グラジナ・バツェヴィチ国際作曲コンクール（学生及び院生限定）」といったコンクールが開催されている。ヤン・オレシュコヴィツは後年、第2回「カジミェシュ・セロツキ国際作曲コンクール」で第3位相当のZaiks作家協会賞を受賞し、ツィグムンド・クラウツェは現在もセロツキ、バイルト、ルトスワフスキなどの各作曲コンクールの審査委員長や海外主要作曲コンクールの審査員の座にある。

## 戦後第二世代以降
戦後第二世代の登場は、ジェネレーション51結成を画期とする。三人ともヘンリク・ミコワイ・グレツキ門下生だった。その中、クシャノフスキは1990年に39歳で早逝した。カジミエシ・シコルスキの息子、トマシュ・シコルスキも世代的には前世代に入るものの、ミニマリズムへ積極的な態度を取った点から第二世代と近接する面がある。彼もまた、アルコール中毒のため49歳で1988年に病没した。リディア・チェリンスカやパヴェル・シマヌスキ（パジェウ・シマンスキ）らもこの世代に該当する。
この世代のうち、最も商業的に成功を収めたのはハンナ・クレンティである。また世代の最後尾にはスイス在住のベッティナ・スクルィチャクがいる。
ポーランドでは1971年生まれに活躍する作曲家が集中しており、ここからの世代を戦後第三世代と定義することが可能である。この世代に該当するパウェウ・ミキエティン、マルセル・フィルチンスキ、アガタ・ズベル、ミコワイ・グレツキ（グレツキの息子）、マチィエ・ズウトフスキ、アレクサンドラ・グリカ、ジャクブ・サルワス、カタルツィナ・クウィエチェン、バルトシュ・コワルスキ＝バナシェヴィツ、アダム・ファルキエヴィチュ、アンジェイ・クヴェチンスキ、チェザリ・ドゥフノフスキ、グレゴシュ・ドゥフノフスキ、アンジェイ・クヴェチンスキ、ヤチェク・ヴィクトル・エイチノビチェなどが国際的な認知を受けつつある。アダム・ファルキエヴィチュは2007年に27歳の若さで急逝し、ポーランドの音楽サイトは軒並み一面で彼の死を報じた。
国内の業界のみに固執する者と国際展開のために作曲賞を総なめにする者とで、はっきり作風が分かれている。ドミニック・カルスキはオーストラリアに市民権を移したが、ポーランド音楽情報センターは「ポーランドの作曲家」として名鑑に登録している。